# Serie D 2001-2002
Il campionato di Serie D 2001-2002 fu la 54ª edizione del torneo italiano di calcio del V livello.

## Stagione

### Novità
Rispetto alla stagione passata il numero delle squadre scese di una unità e dalle 163 si passa a 162. Inoltre, nelle fasi finale della Poule scudetto, la semifinale venne disputata in gara unica piuttosto che nel doppio conforonto.

#### Aggiornamenti
Le neoretrocesse Fiorenzuola e la Cavese furono riammesse in Serie C2, mentre il Sandonà 1922 vendette il titolo sportivo al Città di Jesolo, militante in Promozione.
La Sangiustese e il Volpiano si fusero dando vita al Canavese. Non si iscrissero al campionato la Romanese e lo Sciacca.
Vennero ripescati dalla scorsa Serie D Imperia, la Bagnolese e Tolentino. Dall'Eccellenza forono ripescate Civita Castellana e USO Calcio.
Inoltre fu ammessa la Caratese, come finalista perdente della Coppa Italia Dilettanti.

## Partecipanti
Girone A
- Borgomanero
- Borgosesia
- Canavese
- Casale
- Castellettese
- Cuneo
- Derthona
- Imperia
- Ivrea
- Moncalieri
- Sanremese
- Savona
- Sestrese
- Trino
- Vado
- Valle d'Aosta
- Verbania
- Voghera

 Girone B 
- Arbus
- Atletico Elmas
- Bergamasca
- Caratese
- Guanzatese
- Oggiono
- Olbia
- Olginatese
- Palazzolo
- Pro Lissone
- Rodengo Saiano
- Seregno
- Tavolara
- Tempio
- Usmate
- USO Calcio
- Vigevano
- Villacidrese

 Girone C 
- Arzignano
- Bassano Virtus
- Belluno
- Città di Jesolo
- Cologna Veneta
- Cordignano
- Itala San Marco
- Luparense
- Montecchio
- Pievigina
- Pordenone
- Portogruaro
- Pozzuolo del Friuli
- Rovereto
- Santa Lucia
- Sanvitese
- Sevegliano
- Tamai

 Girone D 
- Aglianese
- Bagnolese
- BoCa BaSca Galliera
- Cappiano Romaiano
- Castel San Pietro
- Crociati Parma
- Fanfulla
- Felsina San Lazzaro
- Fortis Juventus
- Fucecchio
- Larcianese
- Lentigione
- Mezzolara
- Pizzighettone
- Sancolombano
- Sant'Angelo
- Sestese
- Versilia 98

 Girone E 
- Adriese
- Baracca Lugo
- Bellaria Igea Marina
- Cagliese
- Chioggia Sottomarina
- Civitanovese
- Fano
- Forlì
- Jesi
- Legnago
- Maceratese
- Monturanese
- Real Montecchio
- Russi
- Santarcangiolese
- Tolentino
- Valleverde Riccione
- Vigor Senigallia

 Girone F 
- Albalonga
- Altotevere
- Astrea
- Cascina
- Cerretese
- Cesi
- Civita Castellana
- Colligiana
- Grosseto
- Monterotondo
- Orvietana
- Rieti
- Sangimignano
- Sansovino
- Tivoli
- Todi
- Umbertide Tiberis
- Venturina

 Girone G 
- Aprilia
- Casertana
- Cassino
- Ceccano
- Ferentino
- Gladiator
- Isernia
- Latina
- Marcianise
- Morro d'Oro
- Ostia Mare
- Pro Vasto
- San Giorgio Apricena
- Sorrento
- Terracina
- Turris
- Val di Sangro
- Viribus Unitis

 Girone H 
- Altamura
- Angri
- Brindisi
- Casarano
- Grottaglie
- Manduria
- Manfredonia
- Materasassi
- Melfi
- Nola
- Nuovo Terzigno
- Ostuni
- Pisticci
- Potenza
- Pro Italia Galatina
- Rutigliano
- Sangiuseppese
- Virtus Locorotondo

 Girone I 
- Acri
- Battipagliese
- Belpasso
- Castrovillari
- Corigliano Schiavonea
- Gattopardo
- Locri
- Milazzo
- Nuova Vibonese
- Orlandina
- Paganese
- Pro Ebolitana
- Pro Favara
- Ragusa
- Rossanese
- Sancataldese
- Vigor Lamezia
- Vittoria

## Poule scudetto
Lo Scudetto Dilettanti viene assegnato dopo un torneo fra le vincitrici dei 9 gironi. Vengono divise in 3 triangolari le cui vincitrici, più la migliore seconda, accedono alle semifinali.

### Turno preliminare

#### Triangolare 1
|  | Pos. | Squadra   | Pt | G | V | N | P | GF | GS | DR |
|  | ---- | --------- | -- | - | - | - | - | -- | -- | -- |
|  | 1.   | Olbia     | 4  | 2 | 1 | 1 | 0 | 5  | 4  | +1 |
|  | 2.   | Savona    | 2  | 2 | 0 | 2 | 0 | 3  | 3  | 0  |
|  | 3.   | Pordenone | 1  | 2 | 0 | 1 | 1 | 5  | 6  | -1 |

Legenda:
      Promossa al turno successivo.
Regolamento:
Tre punti a vittoria, uno a pareggio, zero a sconfitta.
|           | Risultati |           | Luogo e data      |
| --------- | --------- | --------- | ----------------- |
| Pordenone | 3-4       | Olbia     | ?, 19 maggio 2002 |
| Savona    | 2-2       | Pordenone | ?, 26 maggio 2002 |
| Olbia     | 1-1       | Savona    | ?, 2 giugno 2002  |
|           |           |           |                   |

#### Triangolare 2
|  | Pos. | Squadra   | Pt | G | V | N | P | GF | GS | DR |
|  | ---- | --------- | -- | - | - | - | - | -- | -- | -- |
|  | 1.   | Aglianese | 6  | 2 | 2 | 0 | 0 | 6  | 2  | +4 |
|  | 2.   | Fano      | 3  | 2 | 1 | 0 | 1 | 8  | 6  | +2 |
|  | 3.   | Tivoli    | 0  | 2 | 0 | 0 | 2 | 3  | 9  | -6 |

Legenda:
      Promossa al turno successivo.
Regolamento:
Tre punti a vittoria, uno a pareggio, zero a sconfitta.
Note:
Fano qualificato al turno successivo come miglior seconda dei tre gironi.
|           | Risultati |           | Luogo e data      |
| --------- | --------- | --------- | ----------------- |
| Aglianese | 3-2       | Fano      | ?, 19 maggio 2002 |
| Fano      | 6-3       | Tivoli    | ?, 26 maggio 2002 |
| Tivoli    | 0-3       | Aglianese | ?, 2 giugno 2002  |
|           |           |           |                   |

#### Triangolare 3
|  | Pos. | Squadra   | Pt | G | V | N | P | GF | GS | DR |
|  | ---- | --------- | -- | - | - | - | - | -- | -- | -- |
|  | 1.   | Gladiator | 6  | 2 | 2 | 0 | 0 | 3  | 1  | +2 |
|  | 2.   | Brindisi  | 3  | 2 | 1 | 0 | 1 | 3  | 2  | +1 |
|  | 3.   | Ragusa    | 0  | 2 | 0 | 0 | 2 | 2  | 5  | -3 |

Legenda:
      Promossa al turno successivo.
Regolamento:
Tre punti a vittoria, uno a pareggio, zero a sconfitta.
|           | Risultati |           | Luogo e data                            |
| --------- | --------- | --------- | --------------------------------------- |
| Ragusa    | 1-2       | Gladiator | Vittoria, 19 maggio 2002                |
| Brindisi  | 3-1       | Ragusa    | Brindisi, 26 maggio 2002                |
| Gladiator | 1-0       | Brindisi  | Santa Maria Capua Vetere, 2 giugno 2002 |
|           |           |           |                                         |

### Semifinali
|           | Risultati     |           | Luogo e data     |
| --------- | ------------- | --------- | ---------------- |
| Olbia     | 4-0           | Fano      | ?, 9 giugno 2002 |
| Aglianese | 1-1 (5-3 dtr) | Gladiator | ?, 9 giugno 2002 |
|           |               |           |                  |

### Finale
|       | Risultati     |           | Luogo e data               |
| ----- | ------------- | --------- | -------------------------- |
| Olbia | 2-2 (4-3 dtr) | Aglianese | Cesenatico, 15 giugno 2002 |
|       |               |           |                            |